# Emil Bulls

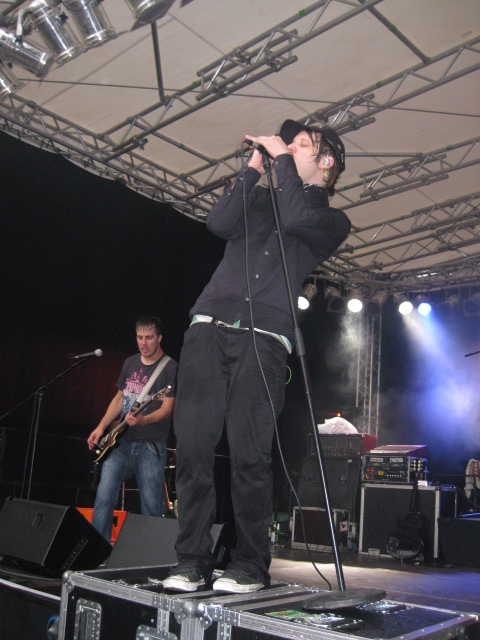

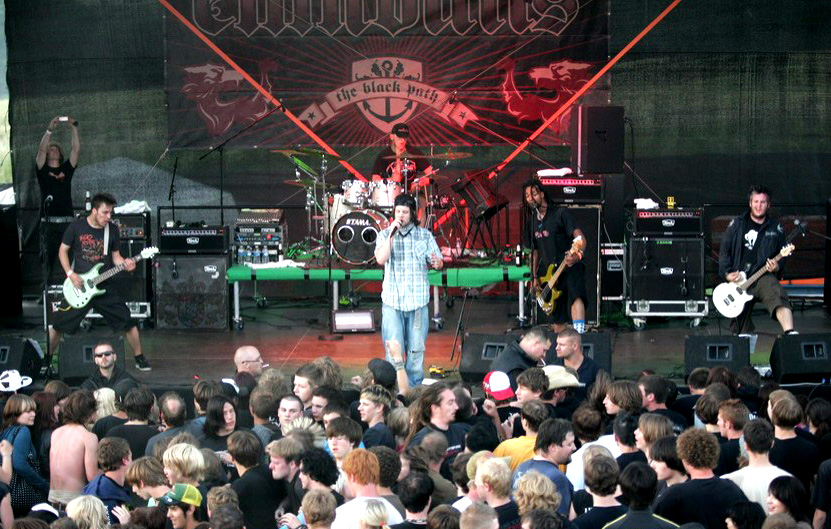

Emil Bulls — немецкая рок-группа из Мюнхена. В начале музыкальной карьеры творчество коллектива можно было отнести к ню-металу, в настоящее время группа играет металкор.

## История группы
Группа была основана в 1995 году вокалистом и гитаристом Кристофом фон Фрайдорфом, ударником Штефаном Финауером (в составе группы до 2003) и басистом Джеми Ричардсоном в баварском Шефтларне, недалеко от Мюнхена. Название группы, Emil Bulls, происходит от одноимённого детского фильма. Вскоре к группе присоединились гитаристы Штефан Карл и Франц Викенхойзер (в составе группы до 1999).
В 1996 группа самостоятельно записала свой первый диск Red Dick’s Potatoe Garden, вышедший ограниченным тиражом. Годом позже коллектив участвовал в конкурсе молодых музыкантов Emergenza, заняв третье место. Для своего выступления они пригласили диджея Paul Rzyttka (известного также как DJ Zamzoe), обеспечившего электронные эффекты. После фестиваля DJ Zamzoe стал постоянным участником группы. Далее последовала череда живых выступлений.
В 2000 году вышел альбом Monogamy, записанный на инди-лейбле Oh My Sweet Records в Мюнхене. Этот альбом можно было купить только в интернете и на концертах группы. Группой заинтересовалась звукозаписывающая компания Island Records, с которой они сразу же подписали контракт и перезаписали под руководством Вольфганга Штаха, продюсера Guano-Apes, все песни с альбома Monogamy, а также три новые (среди них совместная композиция с вокалистом Such A Surge, записанная когда-то во время совместного турне). Получившийся в итоге альбом получил название Angel Delivery Service и вышел в свет уже в октябре 2001. В последовавшем переиздании альбома на нём появляется кавер-версия на композицию Take On Me группы A-Ha, часто исполняемая группой на концертах.
В период до выпуска своего следующего альбома Porcelain в мае 2003 (записанного уже на студии Motor) группа дала 129 концертов, среди которых выступления как в небольших клубах, так и на больших фестивалях, например, на фестивале Rock am Ring. В августе 2003 группу покинул барабанщик Штефан Финауер, объявив о своём решении на сайте группы. Он захотел продолжить свою учёбу в Мюнхене, выбрав тем самым более «надёжный» жизненный путь. Группа уезжает в турне по Северной Америке.
20 июня 2005 был выпущен альбом The Southern Comfort на лейбле Pirate Records и одновременно на американском лейбле Track1. На своих дальнейших живых выступлениях группе приходилось обходиться уже без электронщика, DJ Zamzoe решил работать с группой только в студии.
В феврале 2007 появился акустический альбом The Life Acoustic, записанный летом 2006 во время выступления группы в г. Пуллах по случаю празднования его 1200-летия.
Следующий альбом, записанный на лейбле Drakkar, появился под названием The Black Path 4 апреля 2008. В его записи участвовали продюсер Бенни Рихтер (Caliban, Krypteria, Butterfly Coma) и звукорежиссёр Якоб Бернхарт. Сингл с альбома The Most Evil Spell можно закачать бесплатно с MySpace.
В 2009 году группу покинул гитарист Кристиан Шнайдер, отыгравший в ней 10 лет, заменил его Анди Бок.
25 сентября 2009 года выпущен альбом Phoenix, написанный буквально за две недели в местечке Allgäu. Уже октябре начался первый Феникс-Тур, собравший тысячи фанатов в различных городах Германии.
В начале 2010 года Emil Bulls выпустили клип на песню «Nothing In This World». А 23 апреля в Мюнхене состоялся показ первого DVD-диска «The Feast» (live-версия).
Следующий студийный альбом группы, Oceanic, должен был быть выпущен 30 сентября 2011 года.
В 2014 году группа записала новый альбом Sacrifice to Venus и выпустила его 8 августа того же года.
В начале 2016 года группа выпустила двойной сборник лучших песен XX. CD1 содержал акустические версии лучших песен Emil Bulls, в то время как на CD2 были оригинальные версии.
Последний студийный альбом Emil Bulls под названием Kill Your Demons был выпущен 29 сентября 2017 года.

## Состав
Текущий состав
- Christoph «Christ» von Freydorf — вокал
- Jamie «Citnoh» Richardson — бас-гитара
- Stephan Karl «Moik» — гитара
- Andreas Bock «Andy» — гитара, с 2009
- Klaus Kössinger — барабаны, с 2010

Бывшие участники
- Stefan Finauer — барабаны, до 2003
- Franz Wickenhäuser — гитара, до 1999
- Paul Rzyttka — DJ, до 2005
- Christian Schneider — гитара, c 1999 до 2009
- Fabian «Fab» Füß — барабаны, с 2003 до 2010

## Дискография

### Альбомы
- 1997 — Red Dick’s Potatoe Garden
- 2000 — Monogamy
- 2001 — Angel Delivery Service
- 2003 — Porcelain
- 2005 — The Southern Comfort
- 2007 — The Life Acoustic
- 2008 — The Black Path
- 2009 — Phoenix
- 2011 — Oceanic
- 2014 — Sacrifice to Venus
- 2016 — XX
- 2017 — Kill your demons
- 2019 — Mixtape (сборник кавер-версий)
- 2024 — Love Will Fix It

Live DVD
- 2010 — The Feast

### Синглы
Angel Delivery Service
- 2001 — Smells Like Rock’N Roll
- 2001 — Leaving You With This
- 2001 — Take On Me

Porcelain
- 2003 — The Coolness Of Being Wretched
- 2003 — This Day

The Southern Comfort
- 2006 — Newborn
- 2006 — Revenge

The Black Path
- 2008 — The Most Evil Spell

Phoenix
- 2009 — Here Comes The Fire
- 2009 — When God Was Sleeping (Digital Single)
- 2010 — Nothing In This World (Digital Single)